# Walter Dodde und die bergischen Bauern bei der Schlacht bei Worringen
Walter Dodde und die bergischen Bauern bei der Schlacht bei Worringen, auch Die bergischen Bauern in der Schlacht bei Worringen oder Die Schlacht bei Worringen, ist der Titel eines monumentalen Historienbildes von Peter Janssen dem Älteren.

## Beschreibung und Bedeutung
Das Gemälde zeigt, wie der Laienbruder oder Mönch Walter Dodde, dargestellt als Reiter in einem Zisterzienser-Habit auf einem weißen, kaltblütigen Ross, am 5. Juni 1288 in der Schlacht von Worringen die bergischen Bauern, Gefolgsleute des Grafen Adolf V. von Berg, zu ihrem Kampf gegen die Truppen des Kölner Erzbischofs Siegfried von Westerburg anfeuert. Damit greift es die Rymkronyk des brabantischen Dichters Jan van Heelu auf, die in den Versen 6278 bis 6285 das Auftreten des Laienbruders Walter Dodde in der Schlacht bei Worringen schilderte. Nach der Überlieferung zogen die Bauern – begeistert durch Doddes Ansprache – mit dem Schlachtruf „Hya, Berge romerijke“ (Hoch, ruhmreiches Berg) hochmotiviert in das Gemetzel. In ihrem „furor teutonicus“ richteten sie auch bei Verbündeten großen Schaden an, weil sie zwischen Freund und Feind kaum unterscheiden konnten. Am oberen Bildrand stellte der Maler in Tiefenperspektive die Kämpfer im Staub und im Rauch des Schlachtgetümmels dar.
Das Ergebnis der Schlacht, an dem den bergischen Bauern ein großer Anteil zugeschrieben wurde, entschied nicht nur den Limburger Erbfolgestreit, sondern verschob auch die bis dahin dominierende Machtstellung Kurkölns zugunsten der Grafen von Berg und Mark. Seinen Triumph manifestierte der siegreiche Graf von Berg nicht nur durch Lösegeldforderungen und einen Sühnevertrag, durch den der gefangen genommene Erzbischof von Köln am 19. Mai 1289 seine Freiheit wiedererlangte, sondern am 14. August 1288 auch durch die Verleihung der Stadtrechte an den Ort Düsseldorf, der rund hundert Jahre später zur Haupt- und Residenzstadt des Herzogtums Berg aufstieg. Da die Schlacht bei Worringen gemeinhin als geschichtlicher Ausgangspunkt der Rivalität zwischen Köln und Düsseldorf gedeutet wird, wohnt dem Gemälde außer dem Bezug auf den tapferen Einsatz der Bauern als Gründungsmythos der Stadt somit auch diese weitere Bedeutung inne.
Das Ölbild mit dem Farbcharakter eines Freskos auf einer 412 cm hohen und 600 cm breiten Leinwand knüpft an die Tradition des großformatigen Historienbildes der Düsseldorfer Malerschule an. Einflüsse von Carl Friedrich Lessings Hauptwerk Johann Hus vor dem Scheiterhaufen (1850) sind nachzuweisen. Janssens Anknüpfen an Lessing kommt insbesondere zum Ausdruck in der Darstellung „individuell gestalteter Menschen im Vordergrund, die in Verbindung mit den Figuren im Mittel- und Hintergrund den Eindruck einer schwer überschaubaren Menge hervorrufen, und das im Realistischen, auch im Kolorit, verstärkt Anekdotische, das jedem Bauern ein anderes Gesicht verleiht“ (Dietrich Bieber, Ekkehard Mai).

## Entstehung und Rezeption

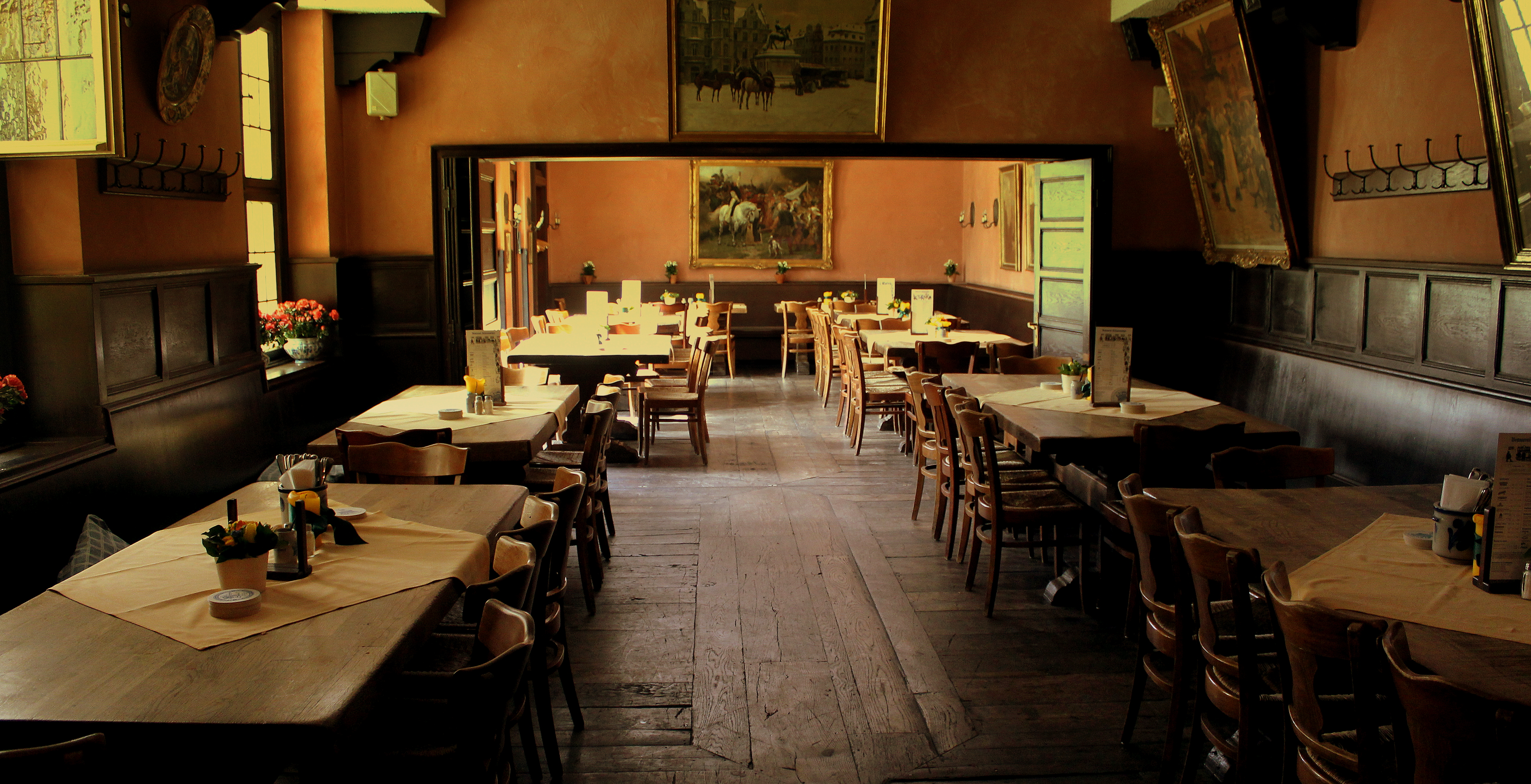
Replik im Stammhaus der Brauerei Schumacher in Düsseldorf, 2013

Das Bild wurde im Jahr 1889, ein Jahr nach dem Gedenkjahr der Schlacht von Worringen und dem 600-jährigen Jubiläum der Stadtrechte, durch den Rentner Carl Weiler († 1913 in Wien), einen lokalpatriotischen Bürger der Stadt Düsseldorf, bei dem Maler in Auftrag gegeben. Erst Anfang 1893 wurde das Gemälde fertiggestellt und im Frühjahr des gleichen Jahres in der Kunsthalle Düsseldorf ausgestellt. An der Ausführung sollen mehrere Schüler Janssens mitgewirkt haben. Im gleichen Jahr wurde eine kleinere Replik des Gemäldes, die Janssen in den Maßen 115 cm mal 150 cm ganz eigenhändig gemalt hatte, auf der ersten Großen Berliner Kunstausstellung im Berliner Ausstellungspalast einer breiten Öffentlichkeit präsentiert. Die Jury zeichnete den Künstler, der in der Wilhelminischen Zeit als ein bedeutender Vertreter der Kunstakademie Düsseldorf, der Düsseldorfer Malerschule sowie der pathetisch-patriotischen Historienmalerei galt, dafür mit einer „großen Goldmedaille“ aus. Die Auszeichnung überreichte der deutsche Kaiser Wilhelm II. Auch in Düsseldorf wurde das Bild als ein „großartiges Kunstwerk“ gefeiert. Friedrich Schaarschmidt, ein Janssen-Schüler und Chronist der Düsseldorfer Malerei des 19. Jahrhunderts, schrieb 1902:

„Es ist darin etwas von dem furor teutonicus, von dem der große Kanzler einmal gesprochen hat; ein Sturm wie vor dem Gewitter, bevor die ersten heißen Tropfen fallen, geht durch das Bild, eine Bewegung von Kampfesmuth und trotzigem Kraftgefühl, wie sie deutschem Wesen seit Jahrtausenden eigen sind.“

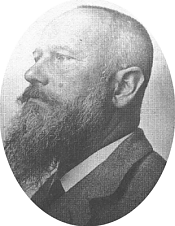
Peter Janssen der Ältere

Das originale Monumentalbild, das von seinem Auftraggeber zur Ausstellung in der Kunsthalle Düsseldorf bestimmt war, hing lange im Jan-Wellem-Saal des Düsseldorfer Rathauses. Im Jahr 1932 wurde das Bild dem Stadtmuseum Düsseldorf überlassen. 2007 kam es in das Eigentum der Stiftung Museum Kunstpalast, Düsseldorf. Im gleichen Jahr wurde es nach einer Renovierung des Jan-Wellem-Saals erneut dort aufgehängt. Das Düsseldorfer Brauhaus Schumacher verfügt über die kleinere, eigenhändige Replik.
Ein Holzstich des Gemäldes von Richard Brend’amour erschien in der Zeitschrift Die Gartenlaube des Jahres 1897.
Über das Bild und die Malerei Janssens, dessen Wandgemälde einst mit den Werken Michelangelos und Tiepolos verglichen wurden, ging die Kunstgeschichte allerdings bald hinweg. Auch in die allgemeine Aufwertung der Kunst des 19. Jahrhunderts, die in der zweiten Hälfte des 20. Jahrhunderts einsetzte, wurde der Künstler kaum einbezogen. Von der akademischen Jugend Düsseldorfs wurde schon zur Entstehungszeit bemerkt, dass das von Janssen am häufigsten beschäftigte Modell Pothmann in verschiedenen Figuren auf dem Bild auftaucht. Nach einer Anekdote von Peter Janssen dem Jüngeren wurde das Gemälde daher spöttisch „Der Kampf der Pothmänner gegen die Pothmänner“ genannt.